# 米涅尔
米涅尔（法語：Mignères，法語發音：[miɲɛʁ]）是法国卢瓦雷省的一个市镇，属于蒙塔日区。

## 地理
米涅尔（48°2'47"N, 2°37'30"E）面积5.12 平方千米，位于法国中央-卢瓦尔河谷大区卢瓦雷省，该省份为法国中北部省份，北起埃松省，西北接厄尔-卢瓦省，西南接卢瓦-谢尔省，南至涅夫勒省和谢尔省，东临约讷省，东北接塞纳-马恩省。
与米涅尔接壤的市镇（或旧市镇、城区）包括：库尔唐皮埃尔、维勒沃克、贡德勒维尔、米涅雷特、穆隆、加蒂奈地区特雷耶。

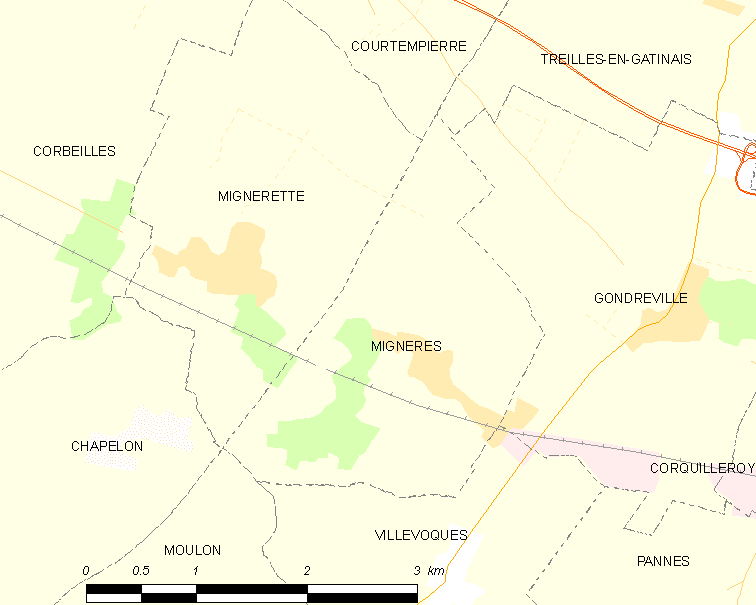
米涅尔的OSM定位图

米涅尔的时区为UTC+01:00、UTC+02:00（夏令时）。

## 行政
米涅尔的邮政编码为45490，INSEE市镇编码为45206。

## 政治
米涅尔所属的省级选区为库特奈县。

## 人口

1962-2008年间米涅尔人口变化图示

米涅尔于2022年1月1日时的人口数量为314人。